# Bauding
Bauding, auch als Taiding (zur Wortherkunft vgl. Thing), Baustift oder einfach Stift bezeichnet, war seit dem 10. Jahrhundert in West- und Süddeutschland das Gericht des Grundherrn über seine bäuerlichen (nichtstädtischen) Hintersassen. Es wurde aus dem Hofrecht abgeleitet, wurde etwa unter Vorsitz eines Vitztums abgehalten und wird auch als Bauerngericht bezeichnet.
Im Spätmittelalter gab es das Baudingsrecht vor allem in Schwaben und Bayern, das die freie bäuerliche Bodenleihe bezeichnete. Diese war befristet, in der Regel auf ein Jahr. Für ähnliche Zeitleihen, die auch widerruflich sein können, finden sich auch die Bezeichnungen Baurecht und Baumannsrecht.
Das Bauding wurde in der Regel jährlich einberufen. An diesen Terminen wurden die Leiherechte der Grundholden erneuert, die schuldigen Natural- und Geldleistungen schriftlich fixiert und sonstige Angelegenheiten geregelt, etwa Streitigkeiten beigelegt. Insofern hatte das Bauding auch die Funktion eines Rügegerichts.
Das Bauding verlor mit der Rezeption des römischen Rechts seine Bedeutung, hielt sich aber regional bis ins 16. Jahrhundert.